# NGC 3469
NGC 3469 (другие обозначения — MCG -2-28-24, NPM1G -14.0358, PGC 32912) — галактика в созвездии Чаша.
Этот объект входит в число перечисленных в оригинальной редакции «Нового общего каталога».
В галактике вспыхнула сверхновая SN 2012hf типа Ic, её пиковая видимая звездная величина составила 17,2.